# PGM Hécate II
El Hécate II es el fusil de tirador pesado estándar del Ejército francés, a veces llamado como FR-12,7 (acrónimo de Fusil à Répétition de calibre 12,7 mm, Fusil de Repetición calibre 12,7 mm en francés).

## Descripción
Su diseño tiene el mismo esqueleto metálico empleado en otros fusiles similares de la familia PGM, que solamente ha sido agrandado. Está equipado tanto con un bípode frontal ajustable, como con un monópode posterior para lograr una gran precisión. El cañón está acanalado para disipar el calor y reducir peso, además de ser equipado con un freno de boca muy efectivo que reduce el retroceso al nivel de un fusil que emplea cartuchos 7,62 x 51 OTAN. La culata también es ajustable. 
Es empleado como fusil antimaterial para destruir equipos a larga distancia, efectuar disparos de acoso y detonar artefactos explosivos desde una distancia segura con munición antiblindaje incendiaria explosiva.
Es fabricado por la empresa PGM Précision. Es el arma más grande fabricada por PGM y emplea el cartucho 12,7 x 99 OTAN. 
Su mira telescópica estándar es una SCROME LTE J10 F1 10x.

## En la ficción
Es utilizado por el personaje Asada Shino (Sinon) durante el tercer arco de la novela ligera Sword Art Online.
En el videojuego Gun Gale Online (GGO), el jugador puede conseguir el arma "Rifle Anti-material", estando este basado en el propio rifle PMG Hécate II. Siendo el rifle de francotirador más poderoso del juego.

## Usuarios
- Brasil[1]
- Eslovenia[2]
- Estonia[3]
- Francia[4]
- Letonia[5]

## Imágenes

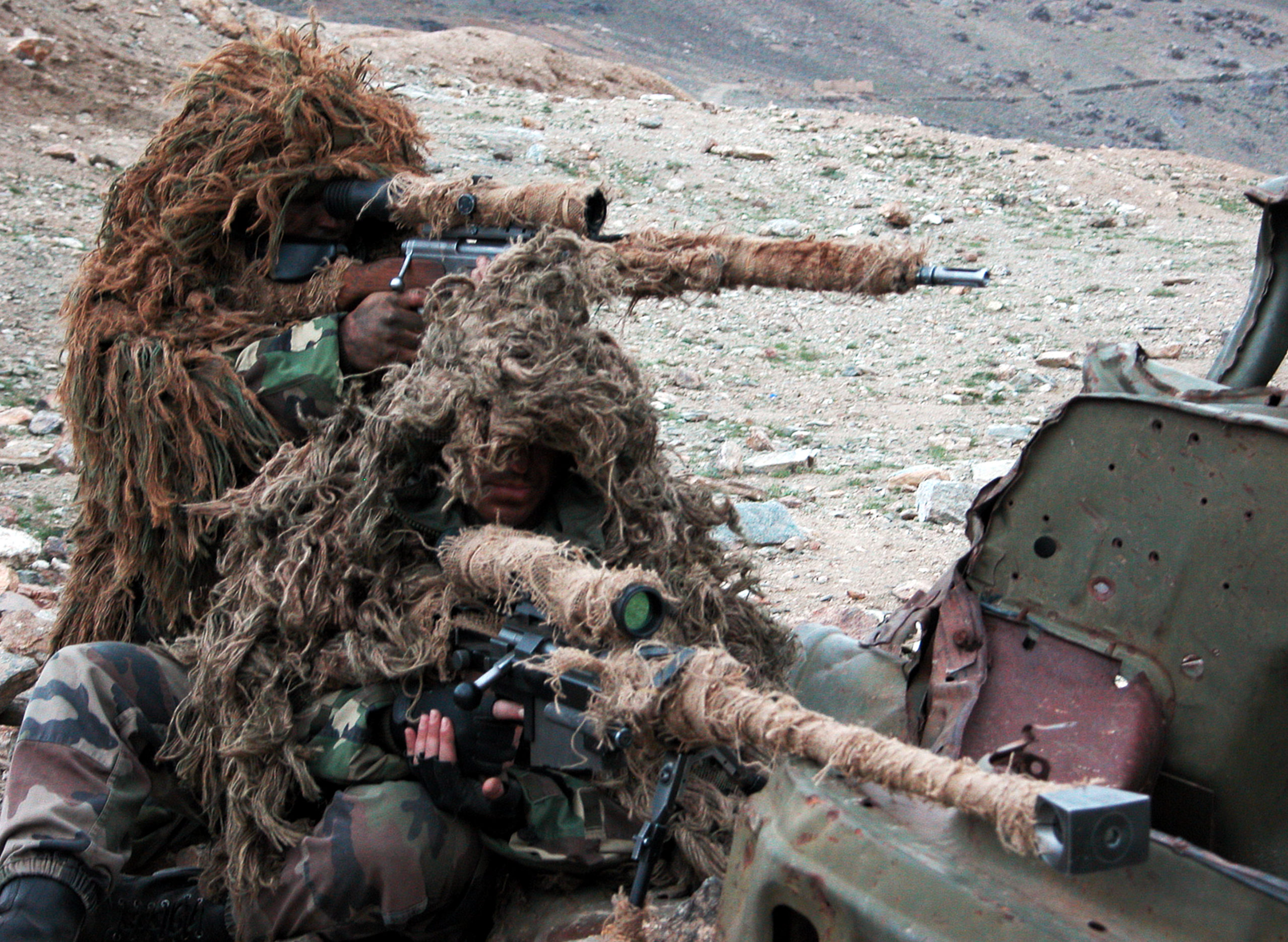
Francotiradores del 2° Regimiento de Infantería Extranjero (Francia) armados con un PGM Hécate II y un FR F2 en Afganistán.
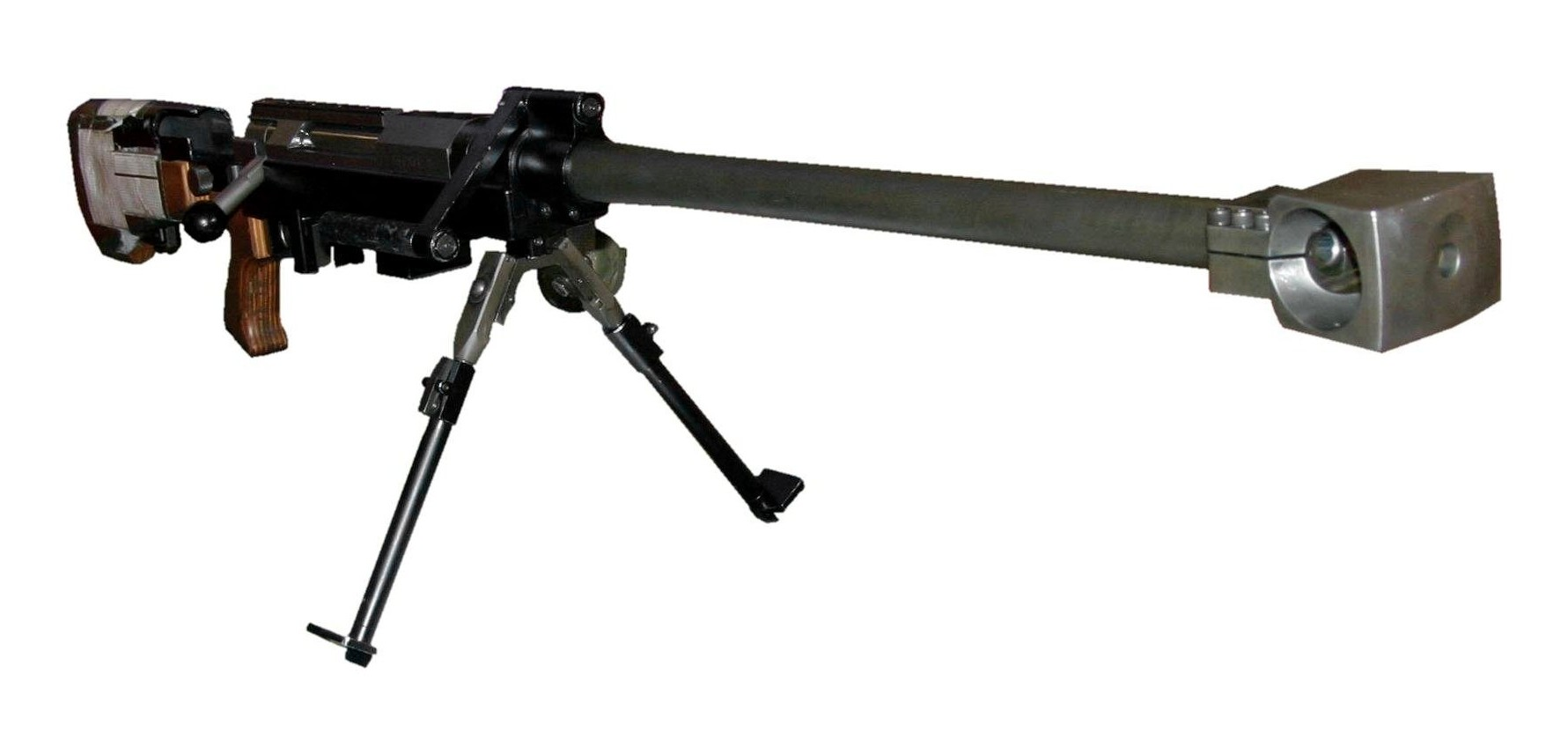
El característico freno de boca del PGM Hécate II.
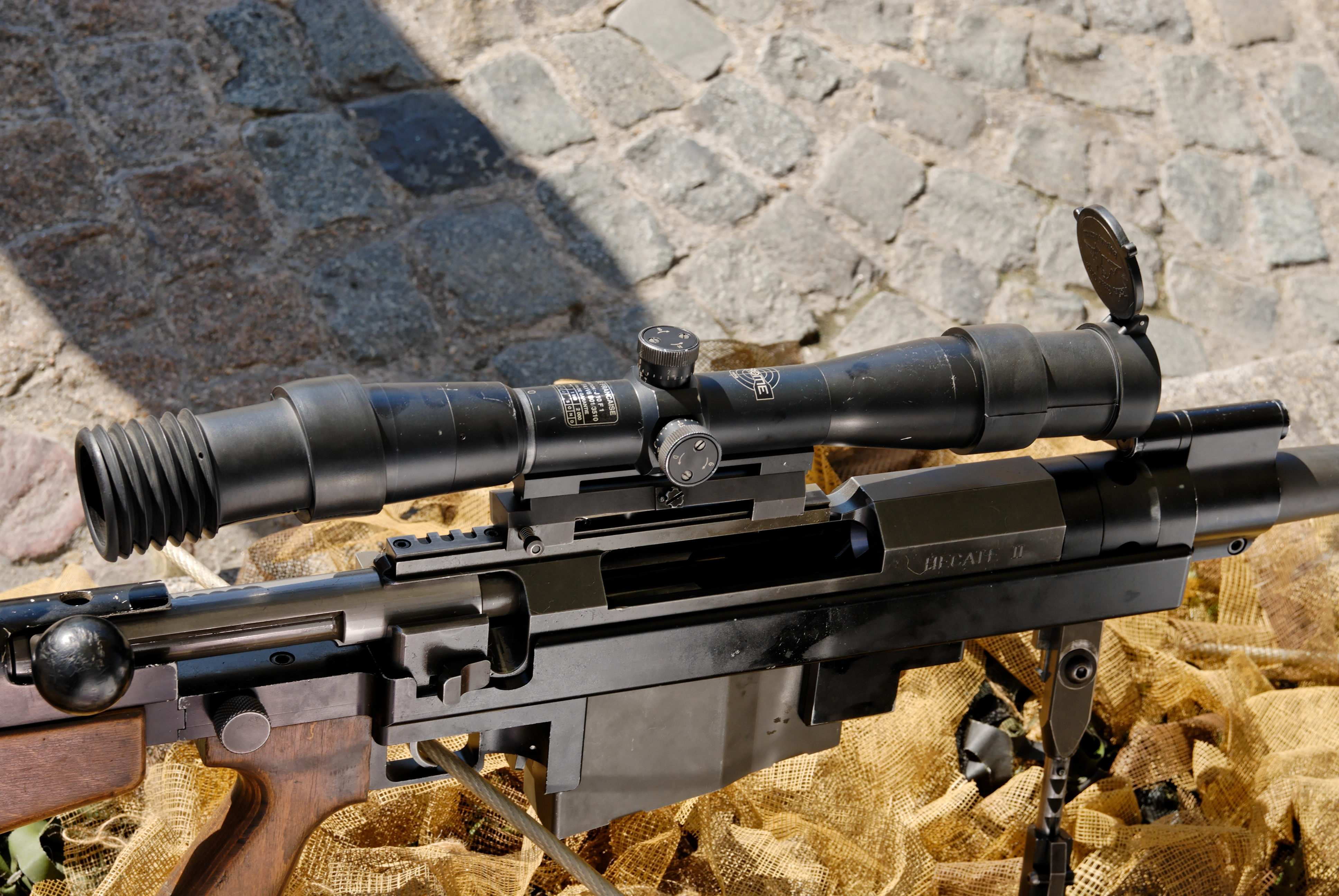
Un PGM Hécate II con su mira telescópica estándar, la Scrome LTE J10 F1.